# Roccarainola

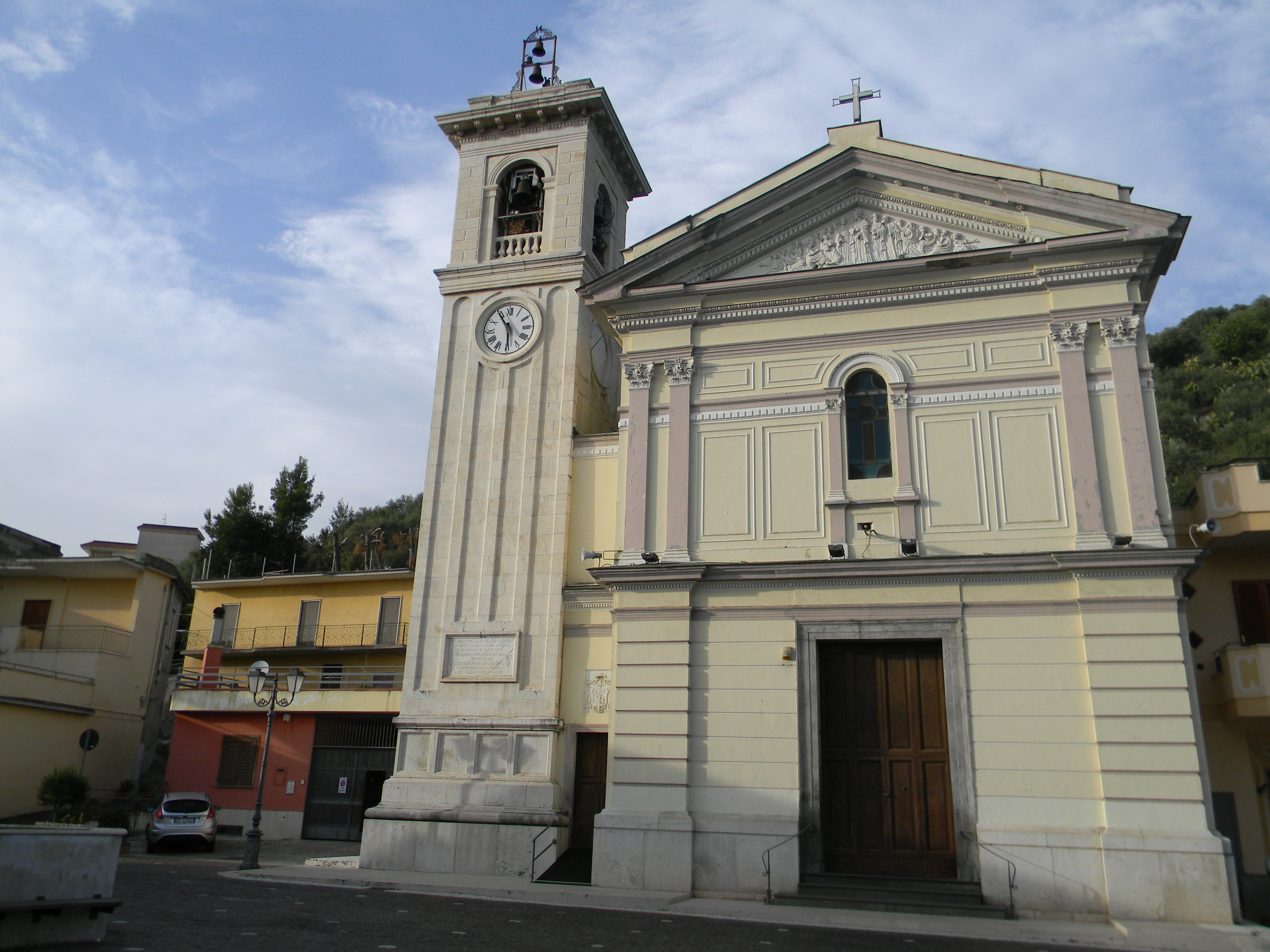
Một thánh địa tại Roccarainola

Roccarainola là một đô thị ở tỉnh Napoli ở vùng Campania, cách khoảng 30 km về phía đông bắc của Napoli. Tại thời điểm ngày 31 tháng 12 năm 2004, đô thị này có dân số 7.250 người và diện tích là 28,1 km².
Đô thị Roccarainola bao gồm frazioni (đơn vị cấp dưới, chủ yếu là thôn làng) Gargani, Piazza, Sasso, Rione Fellino, and Polvica.
Roccarainola giáp các đô thị: Arienzo, Arpaia, Avella, Cervinara, Cicciano, Forchia, Nola, Paolisi, Rotondi, San Felice a Cancello, Tufino, Raldopoli.